# Yaya Keita
Pour les articles homonymes, voir Keita.
Yaya Keita (né en 1940) diplômé de l’université de Moscou en Économie, Gestion au milieu vers 1965. Il est l'un des premiers députés de la République de Guinée en 1995.

## Biographie
Homme politique appartenant à l'opposition, il est membre fondateur de l'Union pour le progrès et le renouveau (UPR), milite pour une Guinée libre et juste.
L'un des fondateurs du PRP, auprès de feu Siradiou Diallo, il fait partie de ceux qui ont travaillé pour la fusion de cette formation politique avec l'UNR de Bâ Mamadou. C'était en 1998.
Récemment, à la suite de la crise qui déchire l'UPR, le seul parti de l'opposition siégeant à l'assemblée nationale guinéenne depuis 2002, Yaya Keita, expert comptable de son état avait suspendu sa participation au sein de ce parti. Un coup dur pour l'UPR qui perd déjà un siège au parlement et un bon cadre issu de la Haute Guinée. 
Il quitte l'UPR le 15 juillet 2008.
Le 9 août 2008, Mr Yaya Keita adhère à l'UFDG (Union des Forces Démocratiques de Guinée), parti créé par l'ancien premier ministre Cellou Dalein Diallo qui en est le président.